# Haunt (demo)
Haunt is een demonummer van de Britse band Bastille. Het werd eerst uitgebracht op 17 augustus 2012 op de onofficiële ep Bad Blood. Later, op 28 mei 2013, verscheen het op de officiële en gelijknamige ep Haunt. Het nummer stond tevens op het album All This Bad Blood. Daarnaast werd het nummer gebruikt in de trailer van The Book Thief.

## Muziekvideo
Op 28 mei 2014 werd er een video op YouTube geplaatst voor dit nummer. Dit is echter geen officiële muziekvideo, maar een video van de opname van dit nummer in The Troubadour. Dit duurt 3 minuten en 22 seconden.